# Informazione mutua puntuale
L'informazione mutua puntuale (IMP) (pointwise mutual information, PMI) (o informazione mutua specifica) è una misura di associazione usata nella teoria dell'informazione e nella statistica.
L'IMP di un paio di esiti x e y appartenenti a variabili casuali discrete quantifica la discrepanza tra la probabilità della loro coincidenza data la loro distribuzione congiunta, rispetto alla probabilità della loro coincidenza date soltanto le loro distribuzioni individuali e assumendo l'indipendenza delle variabili. Matematicamente,
{\displaystyle SI(x,y)=\log {\frac {p(x,y)}{p(x)p(y)}}.}
L'informazione mutua di X e Y è il valore atteso dell'informazione mutua specifica di tutti i possibili esiti.
La misura è simmetrica ({\displaystyle SI(x,y)=SI(y,x)}). È zero se X e Y sono indipendenti, ed uguale a -log(p(x)) se X e Y sono perfettamente associate. Infine, {\displaystyle SI(x,y)} aumenterà se p(x|y) è fissa, ma p(x) diminuisce. Può assumere valori sia negativi che positivi.
Ecco un esempio per illustrare:
| x | y | p(x,y) |
| - | - | ------ |
| 0 | 0 | 0,1    |
| 0 | 1 | 0,7    |
| 1 | 0 | 0,15   |
| 1 | 1 | 0,05   |

Usando questa tabella possiamo marginalizzare per ottenere la seguente tabella di addizioni
|   | p(x) | p(y) |
| - | ---- | ---- |
| 0 | 0,8  | 0,25 |
| 1 | 0,2  | 0,75 |

Con questo esempio, possiamo calcolare quattro valori per SI(x,y). (Assumendo log in base 2)
| SI(0,0) | -1           |
| SI(0,1) | 0,222392421  |
| SI(1,0) | 1,584962501  |
| SI(1,1) | -1,584962501 |

(Per riferimento la mutua informazione MI(X,Y) sarebbe allora 0,214170945)

## Misure puntuali collegate
Analogamente all'IMP, si può anche definire la divergenza di Kullback-Leibler puntuale, {\displaystyle PD_{KL}}:
{\displaystyle PD_{KL}[X\|Y;x,y]=\log {\frac {p(X=x)}{p(Y=y)}}.}